# 593 (numero)
Cinquecentonovantatré (593) è il numero naturale dopo il 592 e prima del 594.

## Proprietà matematiche
- È un numero dispari.
- È un numero difettivo.
- È un numero primo.
  - È un numero primo di Sophie Germain.
  - È un numero primo di Eisenstein.
  - È un numero primo troncabile a destra.
- È un termine della successione di Mian-Chowla.
- È un numero malvagio.
- È un numero intero privo di quadrati.
- È un numero di Leyland.
- È parte delle terne pitagoriche (368, 465, 593), (593, 175824, 175825).

## Astronomia
- 593 Titania è un asteroide della fascia principale del sistema solare.
- NGC 593 è un galassia lenticolare della costellazione della Balena.

## Astronautica
- Cosmos 593 è un satellite artificiale russo.